# 1985 (小田和正の曲)
「1985」（いちきゅうはちご）は、1986年11月1日に発売された小田和正のソロ1作目のシングル（オフコース在籍時に制作）。発売元はファンハウス。

## 解説
イントロの長さなどが異なる別バージョンが1枚目のソロアルバム『K.ODA』に収録されている。カップリング曲の「哀しみを、そのまゝ」は、第一生命『パスポート21』のCMソングに使用された。CMに使われている映像（野球のワンシーン）の演出は小田和正自身。

## 収録曲

### Side A
1. 1985
作詞・作曲：小田和正、編曲：Dann Huff・小田和正

### Side B
1. 哀しみを、そのまゝ
作詞・作曲・編曲：小田和正